# Hercule Mériadec de Rohan-Guéméné
Hercule Mériadec de Rohan (* 13. November 1688; † 21. Dezember 1757) war ein französischer Aristokrat. Er war Herzog von Montbazon, Fürst von Guéméné und Pair von Frankreich.

## Leben
Hercule Mériadec de Rohan war das sechste Kind und der dritte Sohn von Charles III. de Rohan, 5. Duc de Montabzon und 6. Prince de Guéméné, und Charlotte Élisabeth de Cochefilet. 1699, beim Tod seines Großvaters väterlicherseits, Charles II. de Rohan, 4. Duc de Montbazon und 5. Prince de Guéméné, war er in der Erbfolge nachrangig, nach seinem Vater, seinem ältesten Bruder François Armand, genannt Prince de Montbazon, dann dessen Sohn Charles Jules (* 1700), und schließlich seinem zweiten Bruder Louis Casimir, Comte de Rochefort. Charles Jules starb bereits 1702 und blieb das einzige Kind François Armands, Louis Casimir trat in den geistlichen Stand, worauf Hercule Mériadec, bis dahin Chevalier de Rohan genannt, ihm als Comte de Rochefort folgte. Durch den Tod des Prince de Montbazon. 1717 schließlich rückte er an die erste Stelle in der Erbfolge auf.
Mit dem Tod seines Vaters am 10. Oktober 1727 wurde er der 6. Duc de Montbazon und 7. Prince de Guéméné. Louis César de Rohan, Bischof von Straßburg und Kardinal, sowie Amand Jules de Rohan, Erzbischof von Reims (der Ludwig XIV. krönte), waren seine jüngeren Brüder.
Hercule Mériadec de Rohan heiratete am 3. August 1718 seine Cousine Louise de Rohan (* 11. August 1704; † nach 12. März 1741), Tochter von Hercule Mériadec de Rohan-Soubise, Prince de Soubise, und Anne Geneviève de Lévis.
Er starb am 21. Dezember 1757 im Alter von 69 Jahren, sein Sohn Jules wurde sein Nachfolger.

## Nachkommen
Hercule Mériadec de Rohan und Louise de Rohan bekamen sieben Kinder.
- Charlotte-Louise (* 12. März 1722; † Oktober 1786), genannt Mademoiselle de Rohan; ⚭ 28. Oktober 1737 Vittorio Amedeo Filippo Ferrero Fieschi († Oktober 1677), 1743 Principe di Masserano, Grande von Spanien 1. Klasse, 1752 Ritter im Orden vom Goldenen Vlies (Nr. 741), 1763 spanischer Botschafter in London
- Geneviève Armande Elisabeth (* 18. November 1724; † 1766), 1753 Äbtissin von Marquette
- Jules-Hercule-Mériadec (* 25. März 1726; † 1800), genannt Prince de Montbazon, 1726 7. Duc de Montbazon, 8. Prince de Guéméné, Pair de France, Lieutenant-général; ⚭ 19. Februar 1743 Marie Louise de La Tour d’Auvergne (* 15. August 1725; † September 1781 in Paris[1]), Tochter von Charles Godefroi de La Tour d’Auvergne, Duc de Bouillon, Pair de France, und Maria Karolina Sobieska
- Marie-Louise (* 1728; † 31. Mai 1737)
- Louis-Armand-Constantin (* 18. April 1731; † guillotiniert 24. Juli 1794), Vizeadmiral der Flotte du Levant; ⚭ Juli 1771 Louise Rosalie Le Tonnelier de Breteuil (* 1726/7; † 16. Juli 1792), Tochter von François Le Tonnelier, Marquis de Fontenay-Trésigny, und Anne Angélique Charpentier, Witwe von Charles Armand de Pons, Comte de Roquefort
- Louis René Édouard (* 25. September 1734; † 16. Februar 1803 in Ettenheim), Titularbischof von Canopus, Koadjutor von Straßburg, 1761 Mitglied der Académie française (Fauteuil 36), 1778 Kardinal, 1779 Bischof von Straßburg, trat 1801 zurück
- Ferdinand Maximilien Mériadec (7. November 1738; † 31. Oktober 1813 in Paris), Dompropst zu Straßburg, Kanoniker an  Lambertuskathedrale in Lüttich, 1770 Erzbischof von Bordeaux, 1781–1801 Erzbischof von Cambrai, 1788 Propst von Thuin, 1789 Abt von Mont-Saint-Quentin, 1790/91 Administrator des Hochstifts Lüttich, 1804 Erster Almosenier der Kaiserin Joséphine, dann der Kaiserin Marie Louise, 1808 Comte de l‘Empire